# Regionális szervezet

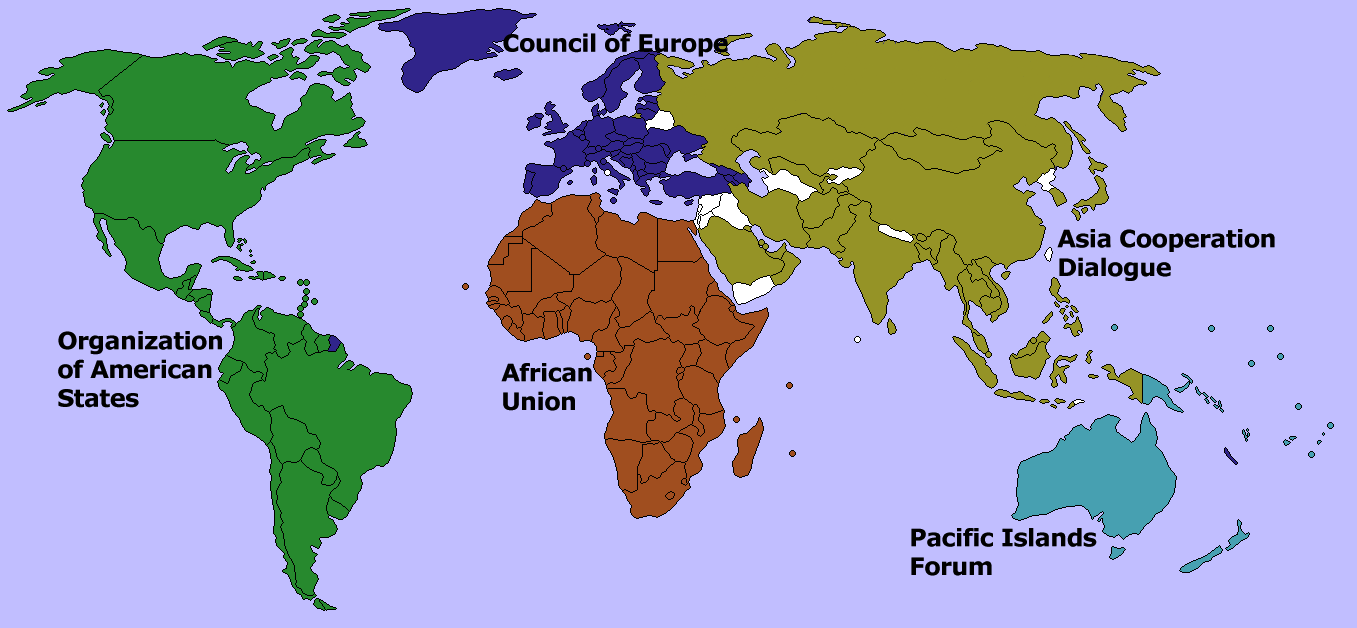
A szervezetek csoportosítása többségében az adott országok kontinense szerint. Figyelemre méltó: Oroszország, valamint Törökország mind az Európa Tanács (Et), mind az Ázsiai Unió (ACD) tagja. Lásd még: nemzetközi szervezet

Több kisebb regionális szervezet, amelyek nem fedik át egymást

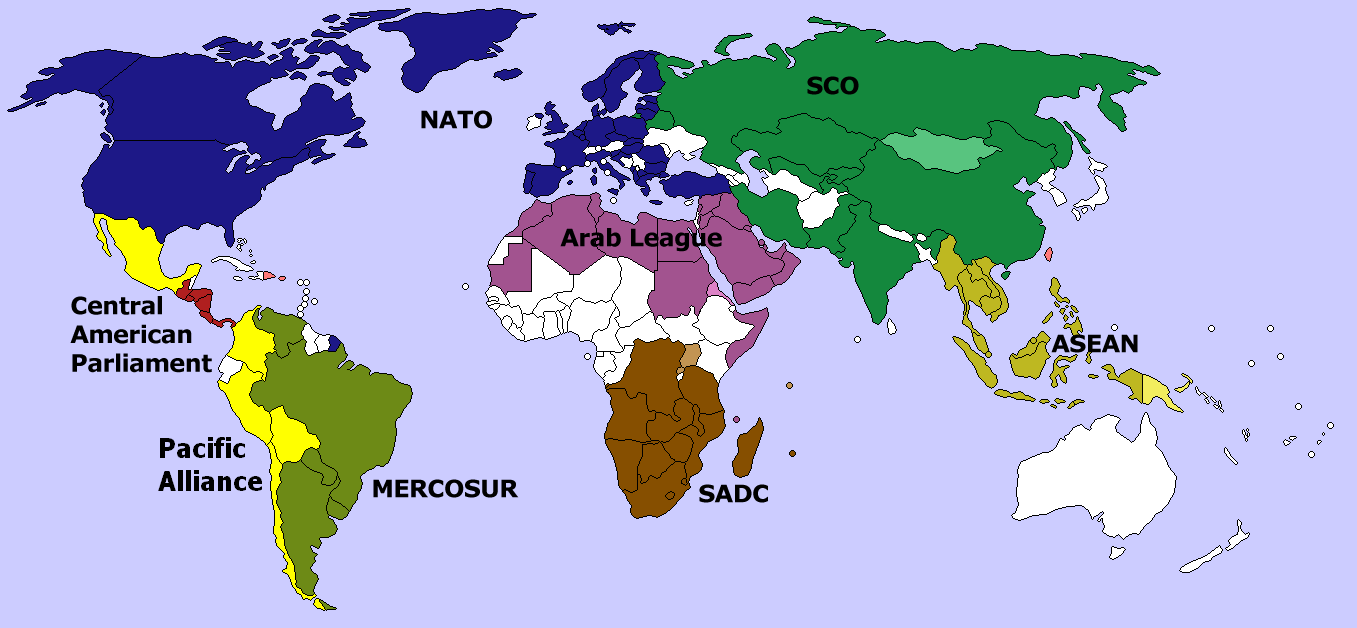
Számos egymást nem átfedő nagy szövetség. A halványabb színek a megfigyelő / társult, avagy tagjelölt országokat jelölik

A regionális szervezetek (RO) bizonyos értelemben nemzetközi szervezetek (IO), mivel nemzetközi tagságukkal nemzetállamok feletti geopolitikai egységet képviselnek. A tagságukat azonban meghatározott egyedi földrajzi határok, vagy határvonalakon belül alkotják, például kontinensek, vagy a geopolitika érdekek mentén, mint például egy gazdasági tömb. A regionális szervezetek célja a meghatározott földrajzi vagy geopolitikai határokon belül az együttműködés, a politikai és gazdasági integráció, az államok vagy szervezetek közötti párbeszéd elősegítése. Egyfelől tükrözik a közös történelmet, a második világháború után általuk előmozdított fejlődés közös mintázatait, valamint a globalizációban rejlő széttagoltságot, ezért intézményi jellemzőik változnak a laza együttműködéstől a formális regionális integrációig. A legtöbb regionális szervezet törekszik a megfelelően megalapozott többoldalú szervezetekkel való együttműködésre, mint például az Egyesült Nemzetek Szervezete. Míg sok esetben egy regionális szervezetet egyszerűen nemzetközi szervezetnek tekintenek, ugyanakkor észszerű a regionális szervezet kifejezést használni az adott tagság korlátozottabb hatályának hangsúlyozására. 
A regionális szervezetek közé tartozik például az Afrikai Unió (AU), a Délkelet-ázsiai Nemzetek Szövetsége (ASEAN), az Arab Liga (AL), a Karib-tengeri Közösség (CARICOM), az Európa Tanács  (CoE), az Eurázsiai Gazdasági Unió (EEU), az Európai Unió (EU), Dél-ázsiai Regionális Együttműködési Szövetség (SAARC), Ázsiai-afrikai Jogi Tanácsadó Szervezet (AALCO), a Mediterrán Unió (UfM), a Dél-amerikai Nemzetek Szövetsége (USAN). 

## További irodalom
- Tanja A. Börzel and Thomas Risse (2016), The Oxford Handbook of Comparative Regionalism. Oxford: Oxford University Press.
- Rodrigo Tavares (2009), Regional Security: The Capacity of International Organizations. London and New York: Routledge.